# Walvisboek
Het Walvisboek, ook wel het Walvisboeck, geschreven door Adriaen Coenen, is het allereerste boek over walvissen dat half-wetenschappelijk en half-legendarisch was.

## Context
In de 16de eeuw is er een evolutie in de biologie. Waar de discipline ervoor steunde op de Grieks-Romeinse auteurs gaan wetenschappers nu zelf onderzoek uitvoeren. Hierdoor gaat de wetenschap zich meer baseren op eigen waarnemingen. Van dit soort wetenschappers is Adriaen Coenen een voorbeeld. Zijn bevindingen schreef hij op in het Visboeck en het Walvisboek. Deze werken bevatten een wetenschappelijke waarde aangezien ze een schets geven van het ecosysteem dat zich in de Noordzee bevond aan het einde van de 16de eeuw. Zo heeft men uit het boek bijvoorbeeld kunnen leren dat er in die tijd nog regelmatig scholen walvissen voorbijtrokken. Door de kennis en feitjes krijgt de lezer een beter beeld van de tijd wanneer het boek geschreven werd. Het wordt vaak ook gezien als een schakelstuk, het documenteert de overgang van de renaissancebiologie, waar alle kennis grotendeels gebaseerd is op de klassieke auteurs, naar de barokke wetenschap, waar wetenschappers voortgaan op hun eigen waarnemingen.
Coenen had een aantal jaren voor dit werk al een boek over vissen en walvissen geschreven, genaamd Visboeck. Veel materiaal werd herbruikt voor zijn dunnere boek, teksten uit Visboek werden aangepast en samengevoegd tot een soort van collages van teksten en bijpassende tekeningen die hij dan gebruikte voor Walvisboek.
Het boek werd in 2012 door het besluit van Joke Schauvliege, op advies van de Topstukkenraad, toegevoegd aan de Topstukkenlijst, aangezien het werk een unicum is en een schakelfunctie heeft in de wetenschap. 

## Walvisboek
Het Walvisboek, of Dat eerste boock van menich derleij walvischen ende ander selseme groote wonderlijke visschen, is een combinatie van Coenens observaties met sterke zeemansverhalen die hij op een kritische manier beoordeelt. De stijl van de tekeningen en het boek komen nogal aandoenlijk en naïef over, maar zeer gedilateerd wat het een artistiek en waardevol werk maakt. Het werk is vermoedelijk een van de oudste geschriften in Nederland dat helemaal gewijd is aan walvissen, andere zeezoogdieren en vissen en andere zeewezens.   
Het boek bevat 127 afbeeldingen van (wal)vissen en zeemonsters zoals Coenen die in zijn tijd had waargenomen. Tussen deze afbeeldingen bevinden zich onder andere zeer herkenbare tekeningen van de poelomp (octopus), butskop (tandwalvis), sidderrog, hoosmond (zeeduivel), maanvis, zeevarkens, zeeslangen, zeedraken, ondochten (zeewormen), vijfvoeten (zeesterren) en zelfs zeemeerminnen.

## Heruitgave

Een voorbeeld van de Groenlandse walvis.